# Parrag
Parrag (szerbül Параге / Parage) település Szerbiában, a Vajdaságban, a Dél-bácskai körzetben, Palánka községben.

## Fekvése
Palánkától 24 km-re északra, Szilbács és Paripás közt fekvő település.

## Története

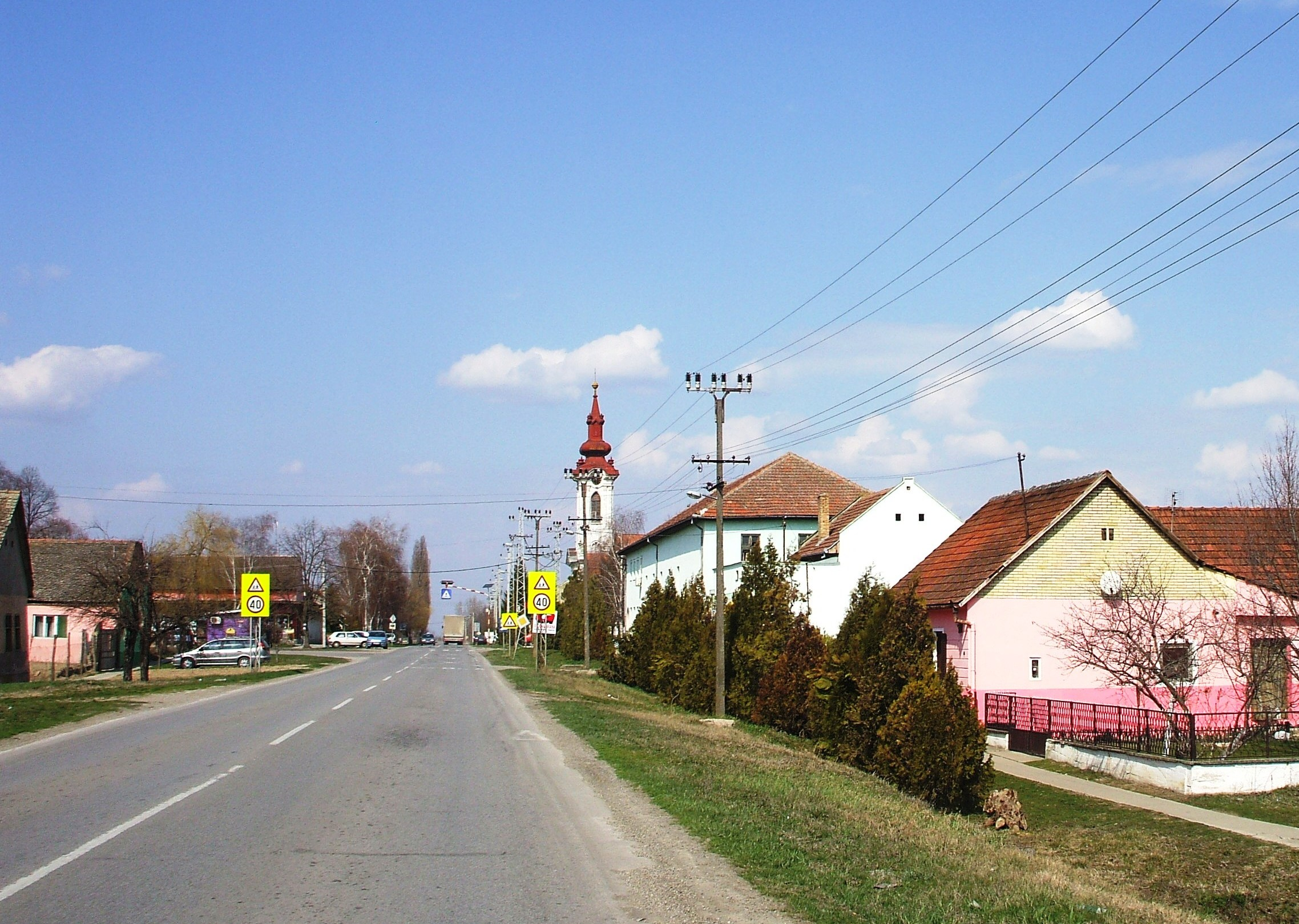
Parrag látképe

Nevét a török defterek adóösszeírásában említették először, mely szerint a bácsi nahijében Paraga, vagy Nagy-Parrag címen 1554-ben és 1570-ben 4-4, 1590-ben 19 adózó házzal volt felsorolva. A későbbiekben neve 1699-ben fordult elő Bács vármegye legrégibb összeírásában, ahol 22 parasztgazdával és 60 hold szántófölddel szerepel Paragh név alatt, majd az 1715. évi vármegyei adólajstromban 23 adófizetővel szerepelt. 
Paraga falu neve az 1768. évi kamarai térképen Goladobra és Radovics puszták területén van feltüntetve 81 szerb családdal, majd 1772 augusztus 19-e a falu úrbéri rendezésének idejeként volt feltüntetve.
1785-1786-ban a falut a sok belvíz miatt addigi helyétől egy félórai távolságra eső szárazabb talajra helyezték át, és 1790-1793-ban kérték a kincstártól, hogy a templomot is oda tehessék át.
1791-ben az eladásra szánt kamarai birtokok leírása szerint Paragának 531 szerb lakosa volt, akik a palánkai uradalomba tartoztak. 1900-ban Paragának 1466 lakosa volt, 265 házban. A lakosok száma anyanyelv szerint ekkor „1324 szerb, 48 magyar, 35 német, 19 tót, 40 egyéb nyelvű” volt, melyek közül 1340 görögkeleti, 15 evangélikus, 100 római katolikus, 10 izraelita volt. A község határa 3716 kat. hold volt.
Parrag első ismert címeres pecsétje az 1730-as évekből ismert, melyen Szent György lovag lovag látható lóháton, amint keresztben végződő dárdáját a sárkány torkába döfi. A pecsét körírata: "Sig. Reg. Caall Parága" azaz "Királyi kincstári Paraga pecsétje". A második pecsét 1740-1743-as évekből ismert, de már az akkor szokásos metszésű falusi jelekkel: csoroszlya, kalász, szántóvas egymás mellett, ezek alatt keresztbe fektetve egy lapát vagy kapa. Felül e két betű: "S. P." azaz "Selo Paraga." Paraga neve az 1904. évi belügyminiszteri rendelet szerint Parrag-ra változott.
Határrésze a Pelvay-szállás. A községtől nyugatra egy hosszas földháton két halom látható és Hódság felé a vasút mentében egy földvár maradványát lehet megfigyelni.
A falu először a sztáro-szelo dűlőn állt, a helyét ma is jelzi egy kereszt a földek között. A szerb beköltözés emlékét egy ikonosztáz, oltárkép őrzi, a melyet még az athoshegyi szerzetes hozott magával.

## Népesség

### Demográfiai változások
| 1948 | 1953 | 1961 | 1971 | 1981 | 1991 | 2002 | 2011 |
| ---- | ---- | ---- | ---- | ---- | ---- | ---- | ---- |
| 1427 | 1383 | 1338 | 1306 | 1199 | 1134 | 1039 | 921  |